# 빅토르 하라
빅토르 리디오 하라 마르티네스(스페인어: Víctor Lidio Jara Martínez, 1932년 9월 23일 ~ 1973년 9월 16일)는 칠레의 음악가, 연극 무대 연출가이다. 노래를 통한 사회 변혁을 목적으로 하는 누에바 칸시온 운동의 기수였던 것으로 유명하다. 
빅토르 리디오 하라 마르티네스(스페인 발음; 1932년 9월 28일 – 1973년 9월 16일)는 칠레 교사, 공연 감독, 시인, 작곡가 겸 가수 그리고 공산주의 정치 활동가이다. 폭넓은 분야의 작품들을 기획하면서 그는 칠레 공연장을 활성화시켰는데, 지역 제작 연극에서 세계 고전에 이르기까지, 뿐만 아니라 ‘앤 젤리코’ 같은 극작가의 실험적인 작품도 말이다. 그는 또한 네오-포크 가수들 중에서 중추적인 역할을 했는데 ‘누에바 칸시온 칠레나’(새로운 칠레 노래) 운동을 확립한 가수들 말이다. 대중음악에서의 새로운 소리의 등장으로 이것은 이어졌는데 살바도르 아옌데 대통령 정권 기간에 말이다. 1973년 9월 11일 쿠데타 직후에 칠레 군대에 의해 하라는 체포되었는데 아옌데를 무너뜨린, 아우구스토 피노체트에 의해 주도된 쿠데타 말이다. 그는 심문받을 때 고문당했고 결국 총살당했으며, 산티아고의 섄티타운의 거리에 그의 주검은 내던져졌다. 그의 노래의 주제—사랑, 평화, 그리고 사회정의에 중점을 둔—그리고 그의 피살, 그 다른 두 가지가 “인권과 정의를 위한 투쟁의 잠재적 상징”으로 하라를 바꾸어놓았는데 피노체트 정권 동안에 살해당한 사람들을 위한 상징 말이다. 존경받는 사람으로서 그리고 체 게바라와 아옌데 정부 지지 활동가로서의 그의 뛰어난 역할이, 그 안에서 1960년대 중반을 지나 1973년까지 문화 외교관으로서 그가 했던 역할이, 그를 표적으로 만들었다. 2016년 6월에, 플로리다 배심원은 전직 칠레 군대 장교 페드로 바리엔토스가 하라의 피살에 책임이 있다고 평결했다. 2018년 7월에, 여덟명의 퇴직한 칠레 군대 장교들은 하라의 살해 죄로 15년 1일의 실형을 선고받았다. 2023년 7월에 미연방 시민권을 빼앗긴, 바리엔토스가, 2023년 10월에, 플로리다 델토나에서 체포되었다. 바리엔토스는 결과적으로 2023년 12월 1일에 칠레로 이송되었고, 즉시 피디아이 수용소에 수감되었다.

## 생애
빅토르 하라는 칠레 남부 산티아고에 위치한 마을인 론켄의 가난한 농가에서 태어났다. 그가 10살때, 하라의 가족은 칠레의 수도인 산티아고로 이주했으며, 1948년 판토마임 극단에 가입했다. 1951년 칠레 대학교 연극학부에 입학했다. 그 즈음 민요의 연구연주집단에도 가입했다. 1961년 칠레 대학 부속연극연구소에 근무하며 무대연극을 연출했다. 1965년경부터는 작곡을 시작했다. 1973년 쿠데타를 일으킨 군부에 의해 산티아고 경기장에 구금됐고, 결국 궐석재판에서 사형선고를 받고 처형당했다. 당시 군인들이 노래로 저항의지를 표현하는 하라의 창작능력을 두려워 해 기타를 치는 손을 부러뜨렸다는 일화가 전해진다.

### 유년시절
빅토르 리디오 하라 마르티네스는 1932년 9월 28일에 태어났다. 그의 부모는 치얀 비에호에서 12킬로미터 떨어져있는, 라 퀴리퀴나의 시내 근처에 사는 소작농이었는데; 그는 다섯명의 형제를 가지고 있었다. 그의 정확한 출생지는 불확실하지만, 그는 누블레 주州에서 태어났다. 다섯살의 나이에, 산티아고 데 칠레 근처 마을인, 론켄으로 그의 가족은 이사했는데, 거기서 그의 아버지, 마뉴엘 하라는, 작은 부분의 땅을 빌렸었다. 그의 아버지는 문맹이었고 그의 아이들이 학교에 가는 것을 원하지 않았는데, 그들이 대신에 땅에서 그를 도울 수 있도록 말이다. 그의 어머니는, 반대로, 조금 읽는 법을 알았고 그들이 적어도 알파벳을 배워야한다고 그녀는 처음부터 주장했다. 하라의 어머니는 칠레 남부 출신의 아라우카니아 혈통을 가진 다문화자녀mestiza였는데, 그녀는 기타와 피아노를 연주하는 것을 스스로 공부했다. 그녀는 또한 전통 민요 모음곡들로, 가수로 공연했는데 결혼식과 장례식 같은 동네 행사를 위해서 그녀가 사용했던 모음곡 말이다. 그의 부모의 관계는 하루하루 지날수록 더 악화되었는데, 그의 아버지는 술을 마시기 시작했고, 한번에 며칠씩 집에서 사라졌는데, 어맨다의 손에 모든 일을 맡기고 말이다. 그후에, 그의 어머니는 산티아고로 이사했고 베가 포니엔테의 한 음식점에서 요리사로 일을 했다. 그녀가 워낙 기술이 좋아서 그녀는 거기서 일을 잘 했고 그렇게 그녀는 빅토르를 포함해서, 세 명의 그녀의 자녀들을 교육시킬 수 있었다. 그녀는 하라가 15살 때 사망했다. 하라는 회계를 공부하기 시작했지만, 곧 신학교에 들어갔고, 거기서 그는 목사가 되기 위해 공부했다. 2년 후에, 그러나, 그는 카톨릭 교회에 환멸을 느꼈고 떠났다. 결과적으로, 그는 칠레 군대에서 여러 해를 보냈는데 민중 음악과 공연에의 열정을 좇기 위해 그의 고향으로 돌아오기 전에 말이다. 
- 그것이 매우 내적이고 감성적인 일이었다고 나는 생각한다. 가까운 과거에 눈돌리고, 현재에 그리고 [미래에] 더 성숙해서, 그것은 외로움 아니고는, 당신이 굳건하게 간직한 세상과의 불화 아니고는 아무것도 아니었고, 집과 어머니의 애정 그리고 갑자기 그것은 사라지고 그리고 모든 것은 사라지고, 그렇게 당신은 그 애정을 가지고 있는데 교회에 다니는 어린 소년들 옆에서 그리고 나는 거기로 도피했다. 다음에 나는 이 도피가 나로 하여금 다른 것과 만나는 다른 가치관들로, 아마도 내적 애정의 결핍에 균형을 맞추는 더 깊은 애정으로 가도록 이끌었다고 생각했는데, 목사 공부에 나 자신을 바치며, 종교에서 내가 그 애정을 발견했다고 믿으면서 말이다.

—빅토르 하라

## 인용
| “ | ‘파시즘의 얼굴들이 자아내는 공포를 보라!/ 저들은 계획을 칼날같이 수행해 나간다./ 저들에게는 피가 훈장이다./ 도살이 영웅적인 행동이다./ 오, 신이여, 이것이 당신이 만든 세상입니까?/ 7일 동안 기적과 권능으로 일하신 결과입니까?(중간 내용 줄임)노래하기란 얼마나 어려운 일인가/ 공포를 노래해야 할 때에는/ 내가 살아 있다는 공포/ 내가 죽어 간다는 공포/ 내가 이 많은 사람들 속에 있다는 것/ 그처럼 무한대의 순간 속에/ 침묵과 비명만이 담겨 있는 것이/ 내 노래의 끝이다./ 내가 보는 것은, 한 번도 본 적이 없는 것/ 내가 느꼈고, 지금 느끼고 있는 것들이/ 그 순간의 탄생이리라…….’(1973년 9월 쿠데타 당시 살해당하기 전에 지은 시) | ” |

## 디스코그래피
- 1967 Víctor Jara
- 1969 Pongo en tus manos abiertas
- 1970 Canto libre
- 1971 El derecho de vivir en paz
- 1972 La población
- 1973 Canto por travesura
- 1975 Presente
- 1993 Complete
- 1996 Deja la Vida Volar

## 음악 경력
산티아고의 칠레 대학의 합창단에 들어간 후에, 공연장에서의 경력을 가져가라고 동료 코러스 동료는 하라를 촉발했다. 그는 결국 대학의 공연 수업에 참여했고, 그의 재능으로, 학위를 얻었다. 그는 여러 대학 연극들에 출연했는데, 사회 문제를 가진 그것들에 대해 중점을 두면서인데, 러시아 작품 막심 고르키의 ‘얕은 깊이’ 같이 말이다. 1957년에, 그는 가수인, 비올레타 파라를 만났는데 그는 전통적 형태에 기반한 현대 작곡으로 칠레 민중 음악을 이끌었고, 그리고 그는 민중음악을 일상화하는 ‘페나스’로 불리는 음악 공동체 본부들을 만들었다. 하라는 이 수업들을 열심히 들었고 ‘쿤쿠멘’이라고 불리는 모임과 노래하기 시작했는데, 그들과 함께 그는 칠레의 전통 음악에 대한 그의 공부를 이어나갔다. 1957년부터 1963년까지 기타 연주자와 가수로 그는 일했다. 그는 깊이 영향을 받았는데 칠레와 다른 라틴 아메리카 나라의 민중 음악에 의해서, 그리고 파라, 아타우알파 유판키, 그리고 시인 파블로 네루다 같은 예술가들에 의해서 말이다. 1960년대에, 하라는 민중음악 전공을 시작했고 앙헬 파라가 운영하는, 산티아고의 ‘라 페냐 데 로스 파라’에서 노래했다. 이 활동을 통해, 라틴 아메리카 민중 음악의 ‘누에바 칸시온’ 운동에 그는 뛰어들게 되었다. 1966년에, 빅토르는 그 자신의 이름과 같은 제목의 첫 앨범을 발표했는데; 그것은 ‘데몬 제작사’에 의해 발매된 유일한 앨범이었고 빅토르 하라의 첫 단독 작업이었다. 그후에 그 앨범은 ‘칸토 아 로 우마노’ 그리고 ‘수스 메호레스 칸시오네스’라는 제목으로 재발매되었고, 2001년에 ‘워너 뮤직 칠레’에 의한 시디로의 재발매본이 원래 제목으로 발매되었다. 시디로의 이 판본은 또한 다섯 곡의 보너스 트랙을 포함했는데, 이것 중 네 곡이 빅토르 하라가 ‘쿤쿠멘’과 작업한 노래들이다. 그 앨범은 일부 라틴 아메리카 민중 가요에 대한 하라의 재해석곡들을 포함하는데, “라 플로 케 안다 데 마노 엔 마노”, 그리고 “오히토스 베르데스”; 뿐만 아니라 두 곡의 칠레 민중가요, 아르헨티나 민요인, “라 코시네리타”, 혹은 볼리비아 전통음악인, “자 자이” 같은 것 말이다. 이 앨범 뿐만 아니라, 그것의 싱글에 대한 저작권은, 데몬 제작사의 소유주인, 카미요 페르난데스의 수중에 1966년의 그것의 출발부터 2001년까지 있었는데, 그때 그는 권한을 고故 빅토르 하라의 아내에게 넘겼다.
1967년에, 그들의 두번째 앨범을 같은 이름으로 발표하면서, 논란적인 노래 "나타난 사람들"과는 별개로 이 앨범은 라틴 아메리카와 스페인의 민요에 대한 하라의 재해석곡을 포함한다. '데스데 론쿠엔 하스타 시엠프레'라는 이름으로 이 앨범은 나중에 발표되었다. 1968년에, 하라는 그의 첫 협업 앨범을 발표했는데 "칸시오네스 포크요리카스 데 아메리카"(미국 민요)라는 제목으로, '퀼라파윤'과 말이다. 1970년에, 음악에 인생을 걸기 위해 공연장을 하라는 떠났다. 

## 정치적 활동
그의 음악 녹음 경력 초반에, 보수적인 칠레 사람들을 비판하려는 성향을 하라는 보였는데, "라 베아타"라고 불리는 전통 풍자곡을 발표하면서인데 목사와 사랑에 빠진 여성 종교인을 그린 노래인데 그녀가 고해성사를 하러 간 목사 말이다. 그 노래는 라디오 방송에서 금지당했고 음반가게에서 퇴출되었지만 젊고 진보적인 칠레 사람 사이에서의 하라의 인기를 그 논란은 고조시킬 뿐이었다. 칠레의 우파의 시각에서 더 심각한 것은 하라는 상승하는 인지도였는데 살바도르 아옌데에 의해 주도된 사회주의 운동에서의 인지도 말이다. 1960년대 초에 쿠바와 소련에의 방문 후에, 하라는 공산당에 가입했다. 그의 노래에서의 인생이 빈곤에 대한 그의 노래에서의 정치를 만났는데 그가 이전에 경험했던 빈곤 말이다.  
하라의 노래는 칠레 밖으로 퍼졌고 미국 민중가수들에 의해 불렸다. 그의 인기는 그의 작곡 능력뿐만 아니라 가수로서의 그의 독보적인 힘 덕분이었다. 그는 정치적인 대결을 향해 방향전환을 했는데 그의 1969년 노래 “프레군타스 포르 푸에르토 몬트”(“푸에르토 몬트에 관한 질문”)으로인데, 그것의 주제는 정부 관료인, 에드문도 페레스 주요비치였는데 그는 푸에르토 몬트 시내의 점거농성자들을 공격하도록 경찰에 명령을 내렸었다. 그 관료가 피살된 후에 칠레의 정치 상황이 악화하였고, 우익 집단이 한번은 하라를 폭행했다.  
1970년에, 대통령 선거의 ‘인민연합’ 단일 후보였던, 아옌데를 하라가 지지했는데, 정치 활동을 자원하면서 그리고 무료 음악회를 열면서 말이다. 그는 아옌데의 인민연합 운동의 주제곡인, “벤세레모스”(“우리는 승리할 것이다”)를 작곡했고 1970년에 칠레 대통령에의 아옌데의 당선을 환영했다. 선거 후에, 하라는 계속해서 아옌데에 대한 지지 발언을 했고 칠레 문화를 재설정하려는 새 정부의 노력에서 중요한 역할을 했다.  
그와 그의 아내, 조안 하라는, 문화 행사를 조직하는 것에 있어서 핵심 참여자였는데 칠레의 새로운 사회주의 정부를 지지하는 행사 말이다. 그는 파블로 네루다의 시를 음악에 접목시켰고 그에게 존경을 표하는 행사에서 공연했는데 1972년에 노벨문학상을 네루다가 받은 후의 행사 말이다. 이 시기에, 칠레기술대학에서 하라는 계속해서 가르쳤다. 이 시기에 그의 대중적 성공은, 음악가와 공산주의자 두 가지로서의 그것은, 모스크바에서의 음악회의 기회를 그에게 주었다. 그는 매우 성공적이었는데 소련이 그들의 언론에서 주장하기를 그의 목소리 자신감은 그가 모스크바에서 받은 수술의 결과 덕분이라고 말이다. 1973년 9월 11일에, 칠레 군대는, 미국의 지원으로, 아옌데 정부를 전복시켰는데, 그것은 아옌데의 자살로 그리고 아우구스토 피노체트의 통수권자로서의 집권으로 이어졌다. 
쿠데타 당일에, 기술대학교에 일하러 하라는 가는 중이었다. 그는 다른 교사들과 학생들과 함께 대학교에서 그날 밤에 잠을 잤고 그들의 의지를 다지기 위해 노래했다. 

## 고문 및 피살
쿠데타 후에, 피노체트의 군인들은 칠레 사람들을 모아놓았는데 좌익 단체들과 관련이 있다고 생각되는 사람들인데, 아옌데의 ‘인민연합당’을 포함해서 말이다. 1973년 9월 12일 아침에, 하라는 수천명의 다른 사람들과 함께, 죄수로 끌려 갔고, ‘칠레 체육관’ 안에 갇히게 되었다. 얼마 후에, 그는 머리에 총상을 입어 피살되었고, 그의 주검은 40발 이상의 총탄으로 너덜너덜해졌다. 비비시는 보도했다: 하라의 마지막 며칠에 대해서 많은 논쟁적인 생각들이 있지만 2019년 넷플릭스 다큐멘터리 ‘체육관에서의 살육’은 신빙성있는 이야기를 완성한다. 유명한 음악가로서 그리고 아옌데의 열렬한 지지자로서, 하라는 체육관으로 가는 길에 쉽게 신원이 드러났다. 어느 군대 장교가 땅에 불붙은 담배를 던졌고, 하라로 하여금 그것을 향해 기게끔 만들었고, 다음에 그의 손목을 밟았다. 하라는 먼저 다른 수감자들로부터 격리되었고, 다음에 체육관의 방 안에서 매맞고 고문당했다. 어느 순간에, 그는 저항하면서 노래했는데 아옌데의 1970년 선거 홍보 노래인, “벤세레모스(우리는 승리할 것이다)”였는데, 터진 입술 사이로 말이다. 16일 아침에, 동료 수감자에 따르면, 하라는 펜과 공책을 달라고 했고 “칠레 체육관”의 가사를 적었는데, 그것은 그후에 체육관 밖으로 퍼졌다: “내가 두려움 속에서 노래해야할 때 그것은 얼마나 어려운가./ 내가 살아있다는 두려움, 내가 죽고 있다는 두려움.” 두 시간 후에, 그는 총살당했고, 다음에 그의 주검은 기관총 탄환들로 너덜너덜해졌고 거리에 버려졌다. 그는 40살이었다.
그의 피살 후에, 하라의 주검은 전시되었는데 다른 수감자들이 볼 수 있도록 칠레 체육관 입구에 말이다. 주검은 그후에 다른 수감자들의 시신들과 함께 체육관 밖으로 버려졌는데 칠레 군대에 의해 살해된 시신들 말이다. 그의 주검은 공무원들에 의해 발견되었고 영안실로 옮겨졌는데, 그들 중 한 명은 그를 알아보고 그의 아내인, 조안에게 연락할 수 있었다. 그녀는 그의 주검을 옮겼고 공동묘지에 신속하게 비밀리에 그를 안장했는데 그녀가 칠레를 떠나 망명하기 전에 말이다.
2015년 7월에, 42년 후인 그때에, 전(前) 칠레 장교들이 그의 피살 혐의로 기소되었다. 2023년 8월에, 칠레 법원은 판결을 확정했는데 일곱 명의 전직 군인들의 재판 시점에 73에서 85세 사이의 나이인, 그들에게 유죄 판결을 내리면서, 8년에서 최장 25년까지의 징역을 그들에게 선고하면서 말이다.

## 법적 행동
2008년 5월 16일에, 퇴직한 대령 마리오 만리퀘스 브라보는, 쿠데타가 실행될 때 칠레 체육관에서 경비대 총괄자였던 그는, 하라의 피살에 대해 판결이 내려진 첫번째 사람이었다. 브라보의 재판을 주재했던, 판사 후안 에두아르도 푸엔테스는, 그러고나서 사건을 종결시키기로 결정했는데, 하라의 가족은 곧 항소했다. 2008년 6월에, 판사 푸엔테스는 조사를 재개했고 하라의 가족이 제공한 40개의 새로운 증거들을 그가 살펴볼 것이라고 말했다.  
2009년 5월 28일에, 호세 아돌포 파레데스 마르케스가, 전직 군대 징집병인 그가, 칠레 산 세바스티안에서 그 전주에 체포된 그가, 하라의 피살 혐의로 공식적으로 기소되었다. 그의 체포 후에, 2009년 6월 1일에, 하라의 머리에 총을 쏜 장교를 경찰 조사는 특정했다. 다음의 것들로 그 장교는 하라와 러시안 룰렛 놀이를 했는데 그것은 그의 탄창에 총알 하나만 넣는 것, 탄창을 돌리는 것, 하라의 머리에 총구를 겨누는 것, 그리고 방아쇠를 당기는 것이다. 장교는 이것을 몇 번 되풀이했는데 총알이 발사되고 하라가 땅바닥에 쓰러질 때까지 말이다. 장교는 다음에 두 명의 징집병들(그들 중 한 명이 파레데스)에게 명령했는데 하라의 주검에 총질을 하면서 일을 마무리하라고 말이다. 판사가 하라의 묘가  파묘(破墓)되도록 명령했는데 그의 죽음에 대한 더 많은 정보를 모으려는 시도에서 말이다.
2009년 12월 3일에, 하라는 재매장되었는데 산티아고의 ‘브라실Brasil 광장’ 맞은편에 있는, ‘갈폰(창고-옮긴이에 의한 것임) 빅토르 하라’에서의 대규모 장례식 후에 말이다.
2012년 12월 28일에, 칠레의 한 판사는 여덟 명의 전직 군대 장교들의 체포 영장을 발부했는데 하라의 피살에 연관이 있다는 혐의로 말이다. 그는 그들 중 한 명인, 페드로 바리엔토스 뉴녜즈에 대한 국제 체포 영장을 발부했는데, 고문할 때 하라의 머리에 총을 쏘았다고 고발된 남자 말이다.
2013년 9월 4일에, ‘채드본 앤 파크’ 변호사 마크 디 베켓과 크리스티안 우루티아는, ‘정의와책임사무소’의 도움으로, 당시에 플로리다에 살고 있던, 바리엔토스에 대한 미국 법정 소송을 제기했는데, 고인이 된 하라의 아내와 아이들 대신에 말이다. 바리엔토스는 소송을 당했는데 임의 감금의; 무자비한, 비인간적인, 혹은 존중하지 않는 대우 혹은 처벌의; 즉결처형의; 그리고 ‘국외인 불법행위 청구권법(에이티에스)’상으로 인권에 반하는 범죄의 혐의로, 그리고 ‘고문 피해자 보호법(티브이피에이)’상으로 고문 및 즉결처형의 혐의로 말이다. 바리엔토스가 하라의 죽음에 책임이 있다는 혐의가 있었는데 직접적 범죄자로서 그리고 명령자로서 말이다.
구체적 주장은 다음과 같았다:
- 1973년 9월 11일에, 칠레 군대의 아리카 연대 군인들이, 특히 라 세레나에서 온 그들이, 하라가 교편을 잡고 있는 대학교를 공격했다. 대학교 교정 출입을 시민들이 못 하도록 군인들은 금지했다. 1973년 9월 12일 오후에, 군인들이 대학에 들어왔고 수백 명의 교수, 학생, 그리고 행정인력들을 불법적으로 구금했다. 빅토르 하라는 교정에 임의 구금된 사람들 중 하나였고 그 다음에 칠레 체육관으로 이송되었는데, 거기서 그는 고문당하고 살해당했다.

- 시민 수감자들을 이송하고 처리하는 과정에서, 군대 정보부의 지휘관인, 페르난도 폴랑코 가야르도 대위는, 하라가 유명한 민중가수라는 것을 알아차렸는데 그의 노래가 사회 불평등을 다루었고 그가 아옌데 대통령 정부를 지지해왔다는 것을 말이다. 폴랑코 대위는 사람들에게서 하라를 격리시켰고 그를 무자비하게 폭행했다. 그는 그 다음에 하라를 이송시켰는데, 일부 다른 시민들과 함께, 체육관으로 말이다.

- 체육관 탈의실 안에서의 그의 구금으로, 하라는 인신 구속 상태에 있었는데 바리엔토스 중위에, 그의 지휘하의 다른 군인들에, 혹은 다른 칠레 군인들에 의한 구속인데 그들은 군대의 계획에 따라 행동했는데 시민에 대한 인권 유린을 실행하는 계획 말이다.

- 임의 구금은, 고문은, 그리고 하라와 다른 수감자들에 대한 즉결처형은 시민들에 대한 광범위한, 계획적인 공격의 일부였는데 1973년 9월 11일부터 15일까지 칠레 군대에 의한 공격 말이다. 이 공격들에 대해 바리엔토스는 알았거나, 알고 있었음에 틀림없는데, 다른 이유가 없어도 그는 그것들을 위해서 현장에 있었고 그것들에 참여했다.

2019년 12월에 발간된 2009년 ‘미국 대륙간 인권 협약(아이에이시에이치알)’ 사법 연감은 폴랑코가 “군대 정보 대위”로 재직해왔다고 밝혔고, 그는 각각의 살해에서의 그의 역할 때문에 2004년 5월에 산티아고 형사 법원의 판결을 통해서 수감되었었다고 2007년에 유죄 판결을 받았다고 쓰여졌다. 
2015년 4월 15일에, 미국 판사는 바리엔토스로 하여금 플로리다에서 재판을 받도록 명령했다. 2016년 6월 27일에, 하라의 살해에 대해 그가 책임이 있다고 밝혀졌고, 배심원은 하라의 가족에게 2800만 달러를 주었다. 
2018년 7월 3일에, 8명의 퇴역 칠레 군인 장교들은 징역 15년의 판결을 받았는데 하라의 피살에 대해서 공산주의 동지이자 전직 칠레 교도소 소장인 리트레 키로가 카르바할의 피살에 대해서 말이다. 두 남자를 납치한 것에 대해서 그들은 추가로 3년을 받았다. 9번째 용의자는 징역 5년의 판결을 받았는데 살해를 은폐한 것에 대해서 말이다.
2018년 11월에, 칠레 법원이 바리엔토스의 송환을 명령했다는 것이 보도되었다.
2023년 8월 28일에, 이전의 사법 결정을 칠레 대법원은 승인했다. 퇴역 육군준장인, 에르난 차콘 소토는, 대법원의 당시 최종의 그리고 항소 불가능한 판결에 대해 알고 나서, 다음날에 자살을 했는데, 그가 연행되고 수감될 수 있기 전에 말이다.
2023년 10월 5일에, 바리엔토스는 교통 신호 대기 중에, 플로리다 델토나에서 체포되었다. 2023년 7월 14일에 미연방 법원에 의해 그의 미국 시민권은 이전에 박탈되었었는데 그의 군복무와 관련한 문서 자료를 그가 고의적으로 숨겼다는 것이 밝혀진 후에 말이다. 그는 현재 이민세관집행국 억류 상태에 있다. 
2023년 11월 9일에, 바리엔토스가 칠레로 송환되도록 명령을 받았다는 사실이 드러났다. 2023년 11월 12일에, 바리엔토스에 대한 2016년 시민 재판의 핵심 증인이었던 그리고 또한 하라의 피살에의 관심을 높이는 것에 중요한 역할을 했던, 고故 하라의 아내 조안이, 사망했다. 바리엔토스는 전해지기를 송환되기 2주일 전이었는데 그녀의 사망 당시에 말이다.
2023년 11월 28일에 바리엔토스가 송환될 예정이라는 것이 처음으로 발표되었다. 하지만, 미국에서의 그의 출국 날짜가 2023년 11월 30일로 바뀌었다는 것이 이후에 거론되었는데, 이제 다음날인 12월 1일에 칠레에 그가 도착할 것으로 예상되면서 말이다. 다음의 사실이 또한 드러났는데 그것은 칠레에의 그의 도착 즉시, 바리엔토스는 즉시 경찰서 유치장으로 이송될 것 그리고 피고인의 지위를 가질 것이라는 것이다. 칠레로의 그의 계획된 송환은 승인될 것이었는데 11월 30일에 그 나라의 대법원에 의해서 말이다. 하지만, 변호사 알무데나 베르나베두에와 이민세관집행국 대변인은 발표했는데 바리엔토스가 입국 심사에 응했다는 그리고 이제 미등록된 불법 이민자가 되었다는 사실 때문에, 미국에서의 그의 출국은 송환 대신에 추방으로 간주될 것이라고 말이다. 2023년 12월 1일에 바리엔토스는 칠레로 다시 송환될 것이었다. 그의 입국 즉시, 바리엔토스는 경찰서 직원에 의해 동행되었고 페날롤렌 헌병대대로 이송되었는데, 거기서 그는 피고인으로서 선제적 억류 상태에 처해질 것인데 하라의 피살뿐 아니라, 또한 전직 교도소장 리트레 키로가의 피살에서의 그의 역할 때문에 말이다.

## 문화적 차용
조안 하라는 빅토르 하라 재단을 운영하면서 칠레에서 그녀의 여생을 살았는데, 그것은 1994년 10월 4일에 만들어졌는데 하라의 활동을 촉발하는 것 그리고 지속하는 것의 목표를 가지고 말이다. 하라가 그의 사망 전에 썼던 시를 그녀는 출판했는데 그 시는 체육관에서의 수감자들의 상황에 대한 것이었다. 친구의 신발 안에 숨겨진 한 조각의 종이에 쓰여진, 그 시는, 제목이 지어지지 않았지만, “에스타디오 칠레”(칠레 체육관, 현재 빅토르 하라 체육관으로 알려진)로 그것은 현재 알려져있다. 
1973년 9월 22일에, 소비에트 우주비행사  니콜라이 스테파노비치 체르니크는 소행성을 발견했는데 그것을 그는 처음에 “에스오투”라고 불렀지만, 후에 그는 결국 그것을 “2644 빅토르 하라”라고 부르려 했다.
1975년 문집 ‘네루다를 위해서, 칠레를 위해서’는 하라에게 바쳐지는 시를 포함한, “칠레의 가수”라고 불리는 꼭지를 포함한다. 
아를로 구스리는 “빅토르 하라”라고 불리는 노래를 썼는데 1976년에 발표된 앨범 ‘친구’에 말이다.

## 같이 보기
- 누에바 칸시온
- 비올레타 파라
- 메르세데스 소사
- 조안 하라
- 아우구스토 피노체트
- 살바도르 아옌데
- 킬라파윤